# 赤祖父哲二
赤祖父 哲二（あかそふ てつじ、1932年10月26日 - ）は、日本の英文学者・批評家。筑波大学名誉教授。長野県出身。
東京教育大学文学部英文科卒業。都留文科大学、明治学院大学、東京学芸大学を経て筑波大学現代語・現代文学系教授。定年退官後、関東学院大学教授。2002年退職。ウィリアム・フォークナー研究に始まり、テクスト論、記号論などに進み、宮澤賢治論三部作を上梓するなど、著書訳書多数。

## 著書
- 言葉と風土 「新批評家」のフォークナー論をめぐる批評の問題 開文社, 1969
- ロゴスのゆくえ 現代アメリカ文学論 英潮社出版, 1974
- 批評論序説 混迷の批評と文化 冬樹社, 1975
- フォークナー 現代史を生きる 冬樹社, 1977
- 現代批評文学論 方法と実践 中教出版, 1979
- 文章文化論 開拓社, 1980
- 言語文化の境界 こびあん書房, 1981
- 日本のメタファー 東京大学出版会, 1982 (比較文化叢書)
- 現代記号まんだら 勁草書房, 1984
- 行間を読む テクスト理論の新展開 こびあん書房, 1984
- メタファー新論 宇宙・神・言語 三省堂, 1987
- 宮沢賢治 光の交響詩 六興出版, 1989
- 宮沢賢治 現代思想への衝撃 六興出版, 1991
- 宮沢賢治 物語の原郷へ 六興出版, 1992
- さらば日本教 民族と言語をこえて 夢譚書房, 1993
- 電子マネー時代 文芸経済学の試み 夢譚書房, 1994
- メディアと近代 表現史の試み 夢譚書房, 1997
- メディアのなかの文章 洋販出版, 1997 (洋販新書)
- 異界往還 文学・宗教・科学をつなぐもの 夢譚書房, 1998
- 人類史再考 文学の巻き返し 夢譚書房, 1999
- 英語のキーワードから見えるアメリカ 教育出版, 2003

## 共編著
- いかに読むか 記号としての文学 中教出版, 1981
- 英語イメージ辞典 三省堂, 1986
- 現代小説を狩る 共編著 中教出版, 1986
- 日・中・英言語文化事典 共編 マクミランランゲージハウス, 2000

## 翻訳
- シンボルとメタファー マーティン・フォス せりか書房, 1972
- 古老たち・熊 フォークナー 旺文社文庫, 1973
- 征服されざる人々 フォークナー 旺文社文庫, 1974
- 批評の方法 12 ケネス・バークの方法 スタンレー・ハイマン 栗原裕共訳 大修館書店, 1974
- ウィリアム・フォークナー アーヴィング・ハウ 冬樹社, 1976